# BALDR BULLET
『BALDR BULLET（バルドバレット）』は、2000年10月27日に戯画から発売された18禁アクションアドベンチャーゲーム。2006年9月29日にリメイク版の『BALDR BULLET "REVELLION"』（バルドバレット リベリオン）が、2007年10月25日にアルケミストによって『BALDR BULLET EQUILIBRIUM』（バルドバレット イクリブリアム）がPlayStation 2で発売された。
2021年9月30日にFANZAで『BALDR BULLET EQUILIBRIUM』がダウンロード配信された。

## ストーリー
コンピュータ・ネットワーク「バルドルシステム」によって世界が管理される時代。システムを信奉するバルディストと危険視する反バルディストの間では長く陰湿な戦争状態が続いていた。
両者の衝撃緩和材として設立されたバルドルシステム監視機構軍「BS-OSA」の南米方面第14実験起動連隊……通称SERR14（セル イチヨン）に若き将校が配属されるところから物語は始まる。

## システム
文章を読み進み選択肢によって展開を決めるアドベンチャーモードと、ロボット兵器HAWS（ホース）を操作して戦闘を行うバトルモードの2つでゲームは進行する。
HAWSには多種多様な武器が用意されており、遠距離・近距離・ダッシュ・ショートダッシュの4種の攻撃方法にそれぞれ3つ、計12種類の武器を選択して出撃する。この装備の組み合わせによってさまざまな連続攻撃が可能となるが、攻撃を出すたびに上昇するヒートゲージがいっぱいになると武器を使えなくなり、ゲージが減るのを待たなくてはいけない。戦闘で装備を使い込むことで、威力の向上・ヒートゲージ上昇幅の減少・新武器の開発という特典を得られる。
なお、PlayStation 2版では、アクションゲームが苦手なプレイヤーに向けて、最低難易度に相当するハイパーモードが用意された。

## 登場人物
キャストは左からPCリメイク版 / PS2の順
セルゲイ・カークランド
声：なし / 清水秀光
本作の主人公。ロシア特殊部隊からBS-OSA、SERR14に交換配属された有能な下士官で、D大隊特殊機動中隊・HAWS小隊に所属する。強固な反バルディストの父を持ち、そのような家風で育ったが、本人はノンポリである。ソフト面でのカスタマイズなどのハッキングに心血を注いでいる。乗機は人型兵器の基本型であるHAWS-MG（ホース・マギー）。
レベッカ・プルシエンコ
声：みる / 酒井香奈子
「SERR14」D大隊 特殊機動中隊 HAWS小隊に所属する職業軍人。明るく元気な性格で、自分が頑張る事で世界中の人間になると信じている。乗機は俊敏なHAWS-BT（ホース・ベティ）。
フェイ・マリニナ
声：大波こなみ / 宮村優子
「SERR14」D大隊 特殊機動中隊 HAWS小隊に所属する格闘技の達人。脳などの一部を除き全身を機械化している。テロリストとバルドルシステムを憎んでおり、間接的にバルドルシステムと敵対する組織に身を投じることとなる。乗機は重量級のHAWS-LC（ホース・ルーシー）。
ユ・ヨンハ
声：桃井いちご / 進藤尚美
「SERR14」D大隊 輸送小隊の隊長で、HAWSキャリアを戦闘区域に輸送する他、HAWSを起動し、破壊箇所の修繕や燃料補給を担当している。HAWS小隊及び機械化小隊の肝っ玉母さん的存在で、HAWS乗り達からは敬意を込めて「オフクロサン」と呼ばれている。本人はそう呼ばれることを望んでいないものの、まんざらでもないらしい。バルドルシステムに対する特別な感情は抱いていない模様。テレジアと仲が良い。
麻生棗（あそう なつめ）
声：越智悠 / 桃井はるこ
「SERR14」D大隊 電脳戦術小隊の一員で、フェイのメンテナンス担当者。電脳戦術やサイバネティクスに造詣が深く、そこから派生するメンタルケアのプロフェッショナルでもある。昔のアニメや漫画にも詳しい。大阪弁を操る。バルドルシステムにあからさまな敵意を表すことはないが、何かを画策している模様。
テレジア・アニシナ
声：静野ももか / 名塚佳織
基地内に現れる、民間人と思しき少女。宿舎裏でよく花の世話をしており、皆のマスコット的存在となっている。レナ・ブッティリスカヤ准将の事を「ママ」と呼び慕う。
カーナ・アビトボル
声：春日アン / 桑島法子
所属不明の謎多き少女。基本的な会話は身振り手振りで行っている。発言も控え目で、主体性にも欠けている。
デュラハン・カニンガム
声：石井康司 / 中田譲治
「SERR14」のD大隊長である生粋の軍人で、地位も高い部類に入るHAWS乗り。ポートアイランド紛争において超人的な活躍を見せた伝説の人物でもある。乗機はHAWS-MG。
ステファン・ベルナンデス
声：TAGOSAKU/ / 鳥山朋一
「SERR14」D大隊 電脳戦術小隊の隊長で、数学・電子工学の分野の博士号を持つ天才ハッカーでもある。旧世紀以前のNETの「ある地方」で使用されていた言語形態を好んで使う。
ソーティア・ウィンディ
声：GUNTA / 日笠山亜美
いかなる戦場でも敵陣深く潜入し、情報を得て無事に帰還するため「不死者（アンデッド）」の異名を取る伍長。優秀さとは裏腹に気弱な性格であり、半泣きになりながら報告してくる。
レナ・ブッティリスカヤ
声：Yuki-Lin / 井上喜久子
SERR14の連隊長で、階級は准将。妙齢の女性とは思えないほど冷徹で威厳がある。
シャオ・マリー・マクナマラ
声：紗久耶 / 真田アサミ
軍人ではなく、HAWS開発企業ジャハナム社から出向してきた事務役。3人娘のリーダー格。
ヘナ・プラカシュ
声：草野花恋 / 斎藤桃子
事務方3人娘の、小柄な子。
セレナ・ジェルディ
声：みなづき蓮 / 水沢史絵
事務方3人娘の、おとなしい子。
ローザ・オブライエン
声：高倉美流 / 伊藤美紀
心理安定室の管理官。教会のシスターのような服装をしているが、そう呼ばれることを否定する。この時代ではバルドルシステムの恩恵によって宗教の意義が薄れており、そうした風潮に対して何かしら思うところがあるらしい。
ユウハ・テーゼラック
声：さとうまい / 豊口めぐみ
軍医。若い女性なので、セルゲイには最初ナースかと思われた。
対人地雷
声：酒井香奈子
PS2版登場のみ。

## スタッフ
- 原画 ： 菊池政治
- PCリメイク版主題歌 ： Emphatic -REVELLION-

作詞・作曲・編曲 ： a.k.a.dRESS(ave;new)
歌 ： ave;new feat.C;LINE
- PS2版主題歌 ： R・G・B…

作詞・作曲・歌 ： 桃井はるこ
- ムービー ： 神月社
- 企画・制作 ： 戯画

## 漫画
PS2版「バルドバレット イクリブリアム」のタイトルで『電撃G's Festival! COMIC』vol.1 - 2に掲載。作画は矢吹豪。
全2話という短編であり、2010年現在、単行本には収録されていない。

## Webラジオ
「バルドバレット ラジオブリアム」は、少年アルケミストおよび音泉で2007年9月5日から200？年月日まで配信されていたラジオ番組。
パーソナリティ
1. 清水秀光（セルゲイ・カークランド 役）
2. 酒井香奈子（レベッカ・プルシエンコ / 対人地雷 役）
3. 鳥山朋一（ステファン・ベルナンデス 役）